# Durio purpureus
Durio purpureus  Kosterm. & Soegeng è un albero della famiglia delle Malvacee, endemico del Borneo.
L'albero è stato trovato solo una volta da Kosterman, il quale, vedendolo differente da Durio grandiflorus, ne creò una nuova specie. L'albero era alto 32 metri.